# Dolmen de la Gutina
Le dolmen de la Gutina est un dolmen situé près de la commune de Sant Climent Sescebes, dans la province de Gérone, en Catalogne.

## Structure
Daté de 3 500 à 3 200 av. J.-C., c'est un dolmen à couloir doté d'une chambre semi-circulaire mesurant 2,75 m de longueur sur 2,50 m de largeur ; la table de couverture est supportée par sept orthostates.

## Histoire
Mentionné pour la première fois en 1316, il a été fouillé en 1923 par Pere Bosch i Gimpera et Lluís Pericot i Garcia, et restauré en 1985.